# Osedax
Osedax is een geslacht van borstelwormen uit de familie van de Siboglinidae. De wetenschappelijke naam van het geslacht is voor het eerst geldig gepubliceerd in 2004 door Rouse, Goffredi & Vrijenhoek.
Deze wormen werden in 2002 ontdekt op het karkas van een grijze walvis in de diepzee (op 2891 meter diepte in de Baai van Monterey, Californië). De geslachtsnaam is afgeleid van het Latijn os (been) en edax (verslindend). De wijfjes van deze wormen eten namelijk de botten van het walviskarkas via een wortelachtige structuur aan het achtereind van hun lichaam. Daarmee penetreren ze het beenmerg, ogenschijnlijk door het afscheiden van zuur. De wormen bezitten geen mond of spijsverteringskanaal, maar ze huisvesten symbiotische bacteriën in de "wortel". Men denkt dat de worm via de wortel collageen en/of lipiden uit de botten absorbeert, hetgeen door de bacteriële symbionten wordt gebruikt, die op hun beurt als voedselbron voor hun gastheer dienen. Fylogenetische analyses en in situ-experimenten hebben aangetoond dat deze intracellulaire microben tot de orde Oceanospirillales behoren.
De mannetjes van Osedax zijn pedomorf, minuscuul in vergelijking met de wijfjes. Talrijke mannetjes leven in de buizen van elk Osedax-wijfje (bij grote wijfjes wel 111 mannetjes), zodat de verhouding van de geslachten erg scheefgetrokken is, met gemiddeld 17 maal meer mannetjes dan wijfjes.
Op het walvisskelet werden twee soorten ontdekt, Osedax rubiplumus en Osedax frankpressi. O. rubiplumus is zo genoemd vanwege de rode "pluimen" van de kroon. De wijfjes hebben ook rode palpen. De romp van de vrouwelijke worm is 3,8 cm lang; mannetjes zijn 0,4 tot 1,1 mm lang. O. frankpressi, genoemd naar Frank Press (die van 1981 tot 1993 voorzitter was van de Amerikaanse National Academy of Sciences) heeft witgestreepte palpen. De romp is 4,5 mm lang. De mannetjes zijn meer dan driemaal zo klein als die van O. rubiplumus (0,15 tot 0,25 mm lang).

## Soorten
- Osedax antarcticus Glover, Wiklund & Dahlgren, 2013
- Osedax deceptionensis Taboada, Cristobo, Avila, Wiklund & Glover, 2013
- Osedax frankpressi Rouse, Goffredi & Vrijenhoek, 2004
- Osedax japonicus Fujikura, Fujiwara & Kawato, 2006
- Osedax mucofloris Glover, Kallstrom, Smith & Dahlgren, 2005
- Osedax roseus Rouse, Worsaae, Johnson, Jones & Vrijenhoek, 2008
- Osedax rubiplumus Rouse, Goffredi & Vrijenhoek, 2004